# Nothoterpna
Nothoterpna is een geslacht van vlinders van de familie spanners (Geometridae), uit de onderfamilie Geometrinae.

## Soorten
- N. crassisquama Warren, 1909
- N. pallida (Warren, 1904)